# Mulloidichthys dentatus
 Mulloidichthys dentatus  és una espècie de peix de la família dels múl·lids i de l'ordre dels perciformes.

## Morfologia
Els mascles poden assolir els 31 cm de longitud total.

## Distribució geogràfica
Es troba des del sud de Califòrnia (Estats Units) fins al Perú, incloent-hi les Illes Galápagos.